# カレマ・モトランテ
カレマ・モトランテ（Kgalema Petrus Motlanthe、1949年7月19日 - ）は南アフリカ共和国の政治家。第10代大統領。アフリカ民族会議副議長。大統領退任後は2014年まで副大統領を務めた。

## 経歴
1949年7月19日に南アフリカ連邦トランスヴァール州で生まれる。13兄弟の末っ子であり、父親は鉱山で働く労働者。ヨハネスブルグに転居、そこで教育を受けた。その後、アパルトヘイト（人種隔離）政策に反対し、1976年4月14日にアパルトヘイト法で逮捕され、11か月間服役した。更にテロの疑いをかけられ、1987年までロベン島の刑務所に投獄された。服役後、彼は刑務所生活について次のように語っている。
服役後の1992年1月には、南アフリカ鉱山連合の一般事務代行となった。その後、着々と自らの地位を高め、2008年5月に南アフリカ下院議員に選ばれた。また、9代大統領タボ・ムベキ内閣の大臣に任命されている。タボ・ムベキが2008年9月24日に大統領を辞任すると、それに伴う下院の投票で、2008年9月25日に10代大統領に就任した。
2009年5月から2014年5月まで副大統領を務めた。